# كلية الهندسة (جامعة المنوفية)
أنشئ المعهد الصناعى بشبين الكوم عام 1958 م تابعاً لوزارة التعليم العالى . وتم تحويل المعهد الى كلية الهندسة تابعة لجامعة طنطا بصدور القرار رقم 924 لسنة 1975 م . ثم أصبحت الكلية تابعة لجامعة المنوفية بصدور قرار رئيس مجلس الوزراء رقم 1142 لسنة 1976م.

## نبذة تاريخية
كلية الهندسة بشبين الكوم هي إحدى كليات الهندسة بمصر كانت قديما أحد المعاهد العليا وتحولت إلى كلية بعد ذلك وتبلغ مساحتها تقريبا سبعون ألف متر مربع وكانت في البداية تابعة لجامعة طنطا ثم بعد تأسيس جامعة المنوفيه انتقلت تبعيتها لجامعة المنوفية لتصبح كلية الهندسة جامعة المنوفية .
تقع الكلية في مدينة شبين الكوم في شارع جمال عبد الناصر. تتميز الكلية بان بها هيئة تدريسية على أعلى مستوى معظمهم حاصل على الدرجات العلمية من أوروبا وأمريكا.

## قطاعات الكلية
وتضم الكلية ثلاثة قطاعات وهي قطاع شئون التعليم والطلاب ، وقطاع الدراسات العليا والبحوث ، وقطاع شئون خدمة المجتمع وتنمية البيئة.

## أقسام الكلية
وتضم كلية الهندسة سبعة أقسام علمية هي
- قسم الهندسة الكهربية
- قسم القوي الميكانيكية
- قسم هندسة الإنتاج والتصميم
- قسم الهندسة المدنية
- قسم الهندسة المعمارية
- قسم العلوم الأساسية
- قسم الهندسة الكهربية والحاسبات
- قسم هندسة الميكاترونيات

## الدرجة العلمية التي تمنحها الكلية
وتمنح الكلية درجة البكالوريوس في الهندسة في ستة برامج هندسية من الأقسام العلمية المختلفة بالكلية ماعدا قسم العلوم الأساسية.

## أهداف الكلية
وتعمل الكلية جاهدة من أجل خدمة ورعاية أهم عنصر في العملية الأكاديمية ألا وهو الطالب بدءا من خلق بيئة جامعية وتربوية تعمل علي صقل وتنمية الشخصية المتكاملة وصولا إلي التطوير والاستحداث في أقسام الكلية المختلفة من حيث المناهج وطرق التدريس والبرامج المقدمة هذا بالإضافة للبرامج والأنشطة التي تسعي لتعريف الطلاب بالشعوب والجامعات المختلفة ومن تلك الأنشطة المشاركة في أسبوع شباب الجامعات والدورات الهندسية الإقليمية والعربية